# ビル・デューク
ウィリアム・ヘンリー・“ビル”・デューク・ジュニア（William Henry "Bill" Duke, Jr. 1943年2月26日 - ）は、アメリカ合衆国の俳優、映画監督。

## 経歴

### 出生から俳優デビュー
ニューヨーク州ポキプシーに生まれた。
ボストン大学、ニューヨーク大学で演技を学んだあと、ブロードウェイのミュージカル『Ain't Supposed to Die a Natural Death』（1971年） に出演し、俳優としてのキャリアをスタートさせた。

### 俳優としてのキャリア
『Car Wash』（1976年）での若いムスリム役や、『アメリカン・ジゴロ』（1980年）の同性愛者役で名を広め、俳優としての飛躍の契機となった。
『コマンドー』（1985年）や『プレデター』（1987年）、『アクション・ジャクソン/大都会最前線』（1988年）では、主演のアーノルド・シュワルツェネッガーやカール・ウェザースに引けをとらないほど、逞しいタフガイを演じた。
ほかに、『ノーマンズ・ランド』（1987年）、『ポケットいっぱいの涙』（1993年）、『ペイバック』（1999年）、『X-MEN:ファイナル ディシジョン』（2005年）、『ゲット・リッチ・オア・ダイ・トライン』（2005年）、『フェイク・クライム』（2011年）にも出演した。

### 映画監督として
『A Rage in Harlem』（1991年）の監督を務め、映画監督としてのキャリアをスタートさせた。ローレンス・フィッシュバーン主演の『ディープ・カバー』（1992年）、『奴らに深き眠りを』（1997年）、ウーピー・ゴールドバーグ主演の『天使にラブ・ソングを2』（1993年）の監督で有名である。とくに、『天使にラブ・ソングを2』は、前年大ヒットした『天使にラブ・ソングを…』（1992年）の続編であり、それまでヒット作品の続編の監督が白人担当になることが当たり前であった中で黒人のデュークが監督を請け負ったことは、ハリウッドの重大な歴史のひとつとして認識されている。
若い黒人俳優を多く用いることでも知られる。
WWEのギミックで警備員の役を演じたこともある。

## フィルモグラフィー

### 出演
| 公開年    | 邦題 原題                                                      | 役名                     | 備考                                                |
| --------- | -------------------------------------------------------------- | ------------------------ | --------------------------------------------------- |
| 1976      | カー・ウォッシュ Car Wash                                      | Duane                    |                                                     |
| 1980      | アメリカン・ジゴロ American Gigolo                             | Leon James               |                                                     |
| 1985      | コマンドー Commando                                            | クック                   |                                                     |
| 1987      | プレデター Predator                                            | マック・エリオット       |                                                     |
| 1987      | ノーマンズ・ランド No Man's Land                               | マルコム                 |                                                     |
| 1987      | アクション・ジャクソン/大都会最前線 Action Jackson             | Capt. Earl Armbruster    |                                                     |
| 1989      | ストリート・オブ・ノー・リターン Street of No Return           | Lt. Borel                |                                                     |
| 1990      | バード・オン・ワイヤー Bird on a Wire                          | アルバート・ディッグス   |                                                     |
| 1993      | ポケットいっぱいの涙 Menace II Society                         | 刑事                     |                                                     |
| 1993      | 天使にラブ・ソングを2 Sister Act 2: Back in the Habit          | Mr. Johnson              |                                                     |
| 1998      | スーザンズ・プラン 殺せないダーリン Susan's Plan               | Dect. Scott              |                                                     |
| 1999      | ペイバック Payback                                             | ヒックス警部             |                                                     |
| 1999      | 悪魔の棲む部屋 Fever                                           | グラス刑事               |                                                     |
| 2001      | DENGEKI 電撃 Dengeki                                           | ヒンジス本部長           |                                                     |
| 2002-2003 | ファストレーン Fastlane                                        | Capt. Bob Parish         | テレビドラマ 計5話出演                              |
| 2002      | レッド・ドラゴン Red Dragon                                    | Police Chief             |                                                     |
| 2003      | ナショナル・セキュリティ National Security                     | ワシントン警部補         |                                                     |
| 2005      | ゲット・リッチ・オア・ダイ・トライン Get Rich or Die Tryin     | リーバー                 |                                                     |
| 2006      | バトルスター・ギャラクティカ Battlestar Galactica              | Phelan                   | テレビドラマ 第2シーズン第14話「欲望の構図」        |
| 2006      | X-MEN:ファイナル ディシジョン X-MEN: The Last Stand            | トラスク局長             |                                                     |
| 2006      | 灼熱のポールダンス Yellow                                      | マイルズ                 |                                                     |
| 2006      | LOST Lost                                                      | ハリス                   | テレビドラマ 第3シーズン第4話「自らのために生きよ」 |
| 2008      | コールドケース 迷宮事件簿 Cold Case                            | Grover Boone '05 / '08   | テレビドラマ 第6シーズン第10話「選挙」              |
| 2010      | フェイク・クライム Henry's Crime                               | フランク                 |                                                     |
| 2011      | ザ☆ビッグバン!! The Big Bang                                   | Drummer                  |                                                     |
| 2013      | ニューヨーク2014 Battledogs                                    | シェリダン大統領         | テレビ映画                                          |
| 2014      | インファナル・ディール 野蛮な正義 Bad Country                  | ジョン・ノークス         |                                                     |
| 2016      | LAW & ORDER:性犯罪特捜班 Law & Order: Special Victims Unit     | Ed Pastrino              | テレビドラマ 計2話出演                              |
| 2018      | マンディ 地獄のロード・ウォリアー Mandy                        | カルザース               |                                                     |
| 2018-     | ブラックライトニング Black Lightning                           | パーシー・オデル捜査官   | テレビドラマ リカーリング                           |
| 2019      | ハイ・フライング・バード -目指せバスケの頂点- High Flying Bird | スペンサー               |                                                     |
| 2021      | クライム・ゲーム No Sudden Move                                | アルドリック・ワトキンス |                                                     |

### 監督
| 公開年    | 邦題 原題                                                                                      | 備考              |
| --------- | ---------------------------------------------------------------------------------------------- | ----------------- |
| 1986      | FBI/シークレット・プロジェクト Johnnie Mae Gibson: FBI                                         | テレビ映画        |
| 1986-1988 | クライム・ストーリー Crime Story                                                               | テレビ映画        |
| 1988      | 黒い一粒のプライド A Raisin in The Sun                                                         | テレビ映画        |
| 1988      | 特捜刑事マイアミ・バイス Miami Vice                                                            | テレビドラマ      |
| 1989      | ブラック・ギデオン/N.Y.事件簿 Gideon Oliver                                                    | テレビ映画        |
| 1991      | レイジ・イン・ハーレム A Rage in Harlem                                                        | 映画              |
| 1992      | ディープ・カバー Deep Cover                                                                    | 映画              |
| 1993      | 天使にラブ・ソングを2 Sister Act 2: Back in the Habit                                          | 映画              |
| 1993      | セメタリークラブ The Cemetery Club                                                             | 映画              |
| 1996      | ドリームス・オブ・アメリカ America's Dream                                                     | 映画              |
| 1997      | 奴らに深き眠りを Hoodlum                                                                       | 映画 兼製作総指揮 |
| 2000      | ゴールデン・スパイダー/グルメ探偵ネロ・ウルフの事件簿 The Golden Spiders: A Nero Wolfe Mystery | テレビ映画        |
| 2009      | 愛し方を忘れたら Not Easily Broken                                                             | 映画              |